# Assigny, Seine-Maritime
Assigny là một xã thuộc tỉnh Seine-Maritime trong vùng Normandie miền bắc nước Pháp.

## Huy hiệu
| Arms of Assigny | The arms of Assigny are blazoned: Azure, on a fess Or between 2 eagles and a crowned lion argent, a pinecone reversed between 2 mallets gules. |

## Dân số
| Năm | 1962 | 1968 | 1975 | 1982 | 1990 | 1999 | 2006 |
| --- | ---- | ---- | ---- | ---- | ---- | ---- | ---- |
| Dân số | 237  | 248  | 237  | 238  | 287  | 306  | 331  |
| From the year 1962 on: No double counting—residents of multiple communes (e.g. students and military personnel) are counted only once. |      |      |      |      |      |      |      |

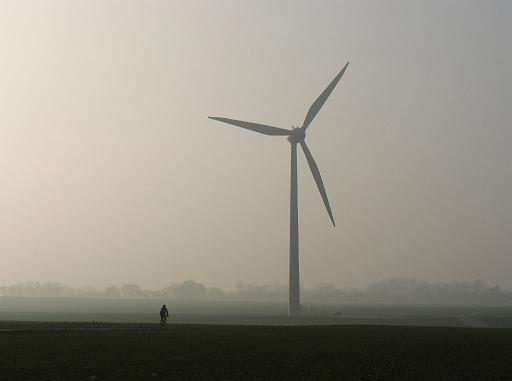
The windmills of Assigny
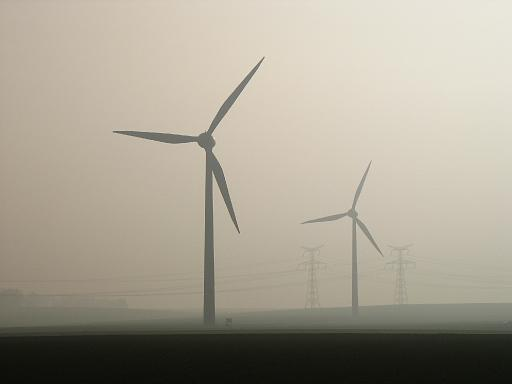